# Diego de Aguilera y Gamboa
Diego de Aguilera y Gamboa (Olías del Rey, 1606 - Espanya, abans de 1667) fou un militar espanyol, governador de Puerto Rico de 1649 fins 1655. Fou cavaller de la orde de Sant Jaume, amb experiència militar a Flandes i Itàlia. Es va casar amb Elena Menéndez de Valdés de Lugo, filla del militar Alonso Menéndez de Valdés i neta del també governador de Puerto Rico Diego Menéndez de Valdés (1582-1593). Entre 1654 i 1664 se li va fer un procés inquisitorial, acusat de proferir «paraules malsonants, impies i blasfèmies hereticals», que va ser utilitzat per l'elit de Puerto Rico en les seves disputes per exercir el poder econòmic i polític en la colònia. Va fer testament el 1666 i va morir a Espanya abans de 1667.